# Saligos
Saligos is een gemeente in het Franse departement Hautes-Pyrénées (regio Occitanie). De plaats maakt deel uit van het arrondissement Argelès-Gazost. Op 1 januari 2017 werd Saligos uitgebreid met de per die datum opgeheven gemeente Vizos. De gemeente telde 89 inwoners op 1 januari 2022.

## Geografie
De oppervlakte van Saligos bedroeg op 1 januari 2022 7,07 vierkante kilometer; de bevolkingsdichtheid was toen 12,6 inwoners per km².

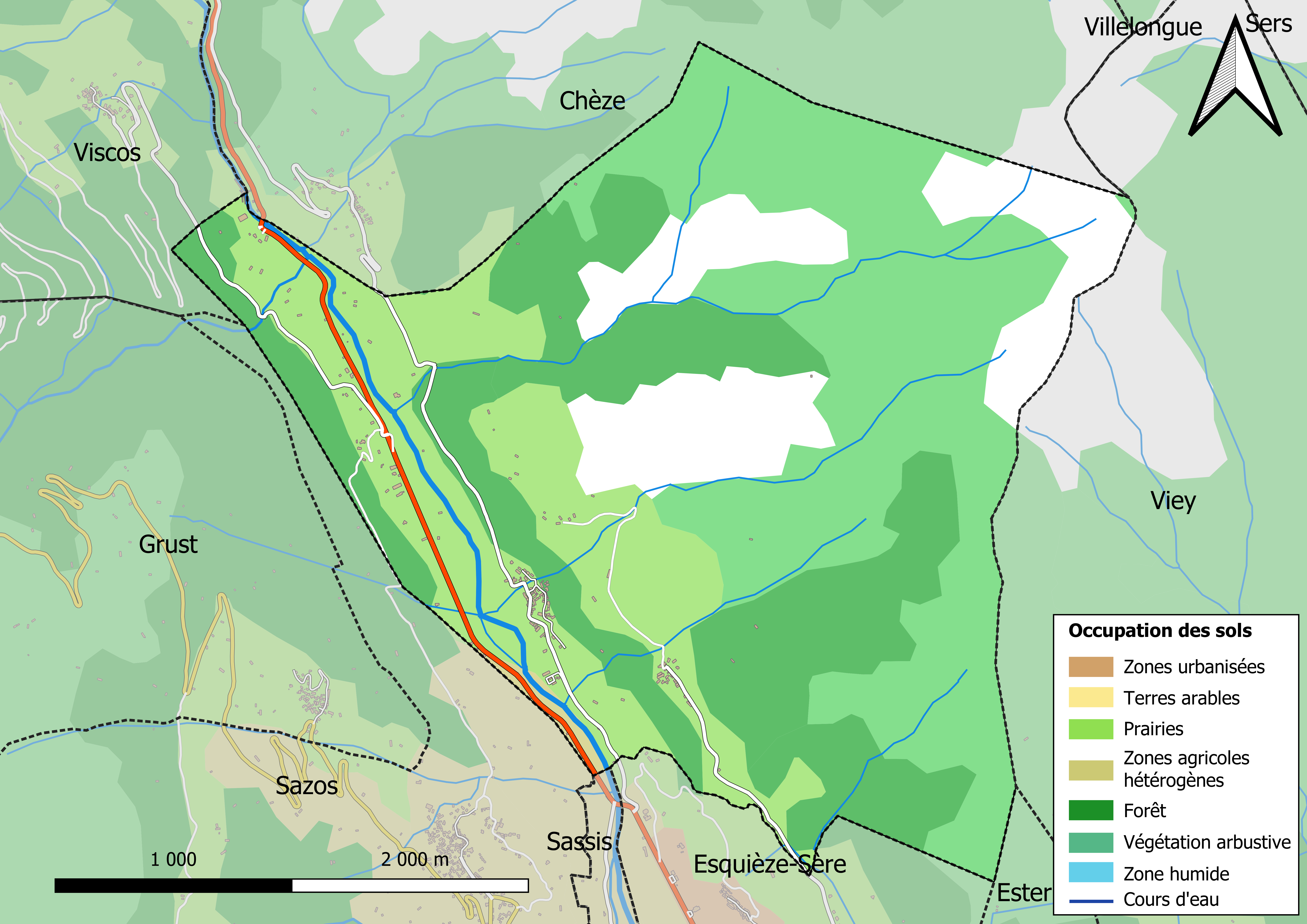
Kaart van de gemeente met belangrijkste infrastructuur, bodemgebruik en omliggende gemeenten

## Demografie
Onderstaande figuur toont het verloop van het inwonertal (bron: INSEE-tellingen).